# Aphyosemion callipteron
Aphyosemion callipteron är en fiskart som först beskrevs av Alfred C. Radda och Pürzl, 1987.  Aphyosemion callipteron ingår i släktet Aphyosemion och familjen Nothobranchiidae. IUCN kategoriserar arten globalt som livskraftig. Inga underarter finns listade i Catalogue of Life.